# Herbert Plate
Herbert Plate (Pseudonyme: Alexander Drosten, Jesko von Wiehl, * 15. April 1918 in Hardenberg, Westfalen; † April 2002) war ein deutscher Schriftsteller.

## Leben
Herbert Plate entstammte einer Bauernfamilie und war auch selbst
bis 1950 als Landwirt im Sauerland tätig. Er nahm als Soldat am Zweiten Weltkrieg teil, in dem er schwer verwundet wurde. Ab 1953 lebte er als freier Schriftsteller, ab 1968 im oberbergischen Marienhagen und zuletzt in Waldbröl-Drinhausen. Plate unternahm ausgedehnte Reisen nach Asien, Afrika und Amerika.
Herbert Plates Werk umfasst in erster Linie Romane und Erzählungen für Jugendliche. In seinen erzählerischen Werken, die oft an exotischen Schauplätzen angesiedelt sind, verarbeitete er häufig Erfahrungen, die er auf seinen Reisen gemacht hatte. Als passionierter Jäger schrieb er daneben zahlreiche Natur- und Tierbücher, aber auch Hörspiele und Drehbücher zu Fernsehspielen.
Herbert Plate war Mitglied des Verbandes Deutscher Schriftsteller, des Friedrich-Bödecker-Kreises sowie seit 1998 Ehrenmitglied des Forums Lebendige Jagdkultur. 1964 erhielt er den Friedrich-Gerstäcker-Preis für den  Roman Der-aus-dem-Dschungel-kam sowie 1996 die Goldene Feder des Arbeitskreises Literatur in der Schule.

## Werke
- Tiger auf Menschenjagd, Reutlingen 1955
- Abdullah, der Bandit, Graz 1956
- Der Clan der schwarzen Ochsen, Graz [u. a.] 1956
- Jägerfahrt durch den Orient, Hannover 1956
- Karuna, Reutlingen 1956
- Das Land der Türken, Graz [u. a.] 1957 (zusammen mit Hans Jesse)
- Männer der Wüste, Reutlingen 1957
- Reiten im roten Rock, Reutlingen 1957
- Die Ungezähmten, Reutlingen 1957
- Schicksale der Gefährten, Darmstadt 1958
- Straße der sausenden Peitschen, Reutlingen 1958
- Die in der Tiefe leben, Darmstadt 1959
- Vom Leben treuer Hunde, Darmstadt 1959
- Das soll der Mensch nicht scheiden, Hamburg 1960
- Leben auf Raten, Darmstadt 1961 (unter dem Namen Alexander Drosten)
- Und plötzlich ist es Gummi, Hamburg 1961
- Yilmas, der Tapfere, Gütersloh 1961
- Der-aus-dem-Dschungel-kam, Düsseldorf 1963
- Pu Chan, Düsseldorf 1964
- Der Ring, Nürnberg 1964
- Ist Gott Brasilianer?, Düsseldorf 1965
- Das Beste aber ist das Wasser, Hamburg 1966
- Brennende Dschungel, Düsseldorf 1966
- Pferde in des Pfarrers Stall, Darmstadt 1967
- Affentheater, Düsseldorf 1968
- Wir sind noch ganz natürlich, Balve/Westf. 1968 (zusammen mit Anne-Rose Jesse)
- Erdöl wandelt die Wüste, Hamburg 1969
- Jonny und Jörn, Balve/Westf.
  - 1 (1969)
  - 2. Die Reise in die weite Welt, 1970
  - 3. Schätze, Büffel, Indianer, 1971
- Narren und Knöpfemacher, München 1969
- Gebrüllt, gebellt, gewiehert und gepfiffen, München 1970
- Verklingender Hufschlag, München 1971
- Zeit der Pferde, Balve/Westf. 1971
- Der Herr der Karawanserei, Balve/Westfalen 1972
- Hunde, Balve (Westf.) 1972 (zusammen mit Willi Schütz)
- Katzen, Balve (Sauerland) 1972 (zusammen mit Willi Schütz)
- Olympische Spiele wozu?, München 1972 (unter dem Namen Jesko von Wiehl)
- Kamele, Balve (Sauerland) 1973 (zusammen mit Willi Schütz)
- Nacht über Santa Virginia, Düsseldorf 1973
- Pferde, Balve (Sauerland) 1973 (zusammen mit Willi Schütz)
- Attila, Balve (Sauerland) 1974
- Elefanten, Balve (Sauerland) 1974 (zusammen mit Willi Schütz)
- Esel, Balve (Sauerland) 1974 (zusammen mit Willi Schütz)
- Über die Ketten der Lutingbrücke, Balve (Sauerland) 1974
- Verwachsene Spuren, Detmold 1975
- Was steckt dahinter?, Balve (Sauerland) 1975
- Dschingis Chan, Balve/Sauerland 1976
- Ponys, Menden/Sauerland 1976
- Acht Pferde und ein Stall, Menden/Sauerland 1977
- Von großen und kleinen Tieren, Stuttgart 1977
- Wege am Wasser, Detmold 1977
- Halla, Menden/Sauerland 1978
- Der wildgewordene Gummibaum, Stuttgart 1978
- Abenteuer Natur, Menden/Sauerland 1979
- Zwei hauen ab, Stuttgart 1979
- Absender Forsthaus Wolfsgrund, München [u. a.] 1980
- Die Welt der Pferde, Menden/Sauerland 1980
- Es ist übrigens Herbst, Düsseldorf 1980
- Herbert Plate erzählt von Cita, Zecke, Puck und seinen anderen Hunden, Menden/Sauerland 1981
- Wilderer im Wolfsgrund, München [u. a.] 1981
- Spuren im Wolfsgrund, München [u. a.] 1982
- Abenteuer im Wolfsgrund, München [u. a.] 1983
- Die große Herbstjagd, Graz [u. a.] 1983
- Wandern und Sehen, Detmold 1983
- Auf Schusters Rappen durch die Welt, Detmold 1984
- Tills bester Freund, Erlangen 1985
- Mit offenen Augen durch unsere schöne, gefährdete Welt, Detmold 1986
- Als der Mensch das Feuer stahl, Recklinghausen 1987
- Hermann Löns – seine Heide, Hannover 1987
- Nehmen, was keinem gehört, Stuttgart [u. a.] 1989
- Veränderte Zeiten, Hannover 1989
- Der weiße Falke, Stuttgart [u. a.] 1991

## Herausgeberschaft
- Unterm Hufschlag klingt die Welt, Balve/Sauerland 1976